# Успение Богородично (Драгожани)
Вижте пояснителната страница за други значения на Успение Богородично.
„Успение на Пресвета Богородица“ (на македонска литературна норма: „Успение на Пресвета Богородица“) е възрожденска църква в битолското село Драгожани, част от Преспанско-Пелагонийската епархия на Македонската православна църква – Охридска архиепископия.
Църквата е гробищен храм, разположен южно над селото в Облаковската планина. Изградена е в 1875 година.
На североизток има самостоятелна кулообразна каменна камбанария на два етажа. Църквата има голям затворен трем на запад. Зидарията е от камък с пояси тухлена украса. Украса от тухли има и над прозорците.